# Parataxon
Manchmal werden auch in wissenschaftlichen Zusammenhängen Namen für Organismen (oder deren Teile bzw. Spuren) verwendet, die sich nicht auf „klassische“ Taxa beziehen. Ein so benanntes Objekt wird als Parataxon bezeichnet, weil es „neben“ (griech. para-) den klassischen Taxa geführt wird. Parataxa sind also Objekte, die einen gültigen taxonomischen Namen haben (oder zumindest haben könnten), der aber im Rahmen der gewöhnlichen Taxonomie mit ihren Nomenklaturregeln nicht verwendet werden soll. Das entsprechende Wissensgebiet ist die Parataxonomie.

## Verwendung für tropische Insektenarten
In jüngerer Zeit wurden vor allem Ansätze populär, die Krise in der Beschreibung der tropischen Biodiversität durch die Verwendung von Parataxa zu überwinden; diese wurden in den ersten Veröffentlichungen zu diesem Thema noch als Morphospezies bezeichnet. Dazu werden von Nicht-Fachleuten ähnlich aussehende Individuen in Kategorien zusammengefasst, um sie zumindest auf provisorischer Basis handhabbar zu machen. Dies erscheint dadurch gerechtfertigt, dass eine formale Beschreibung nur durch wenige Wissenschaftler nach oft diffiziler Methodik möglich wäre, was realistischerweise bei nicht im Fokus des wissenschaftlichen Interesses stehenden Arten Jahrzehnte benötigen könnte.

## Verwendung für Fossilien
Eine andere Verwendung für Parataxa besteht in der Paläontologie. Hier werden oft Fossilien von Teilen von Organismen gefunden, die klar erkennbar und abgrenzbar sind, ohne dass genau bekannt wäre, von welchem Organismus sie stammen. Ihre Lage und Funktion innerhalb des ehemaligen Organismus ist eventuell unbekannt, oder zumindest beruht sie auf mehr oder weniger hypothetischen Rekonstruktionen. In solchen Fällen werden oft Namen für die Fossilien vergeben, die als Formtaxa oder Parataxa gekennzeichnet sind. Beispielsweise wurden für Mikrofossilien der Kutikula von Pflanzen Parataxa beschrieben, weil nicht klar ist, zu welchen Pflanzenarten diese tatsächlich gehören (die möglicherweise schon nach anderen Fossilien beschrieben worden sind). Früher wurden diese, nur bei Pflanzenfossilien, als Morphotaxon durch den Internationalen Code der Nomenklatur für Algen, Pilze und Pflanzen reguliert, dies wurde aber mit dem Melbourne Code 2011 abgeschafft.
Der Paläontologe Stefan Bengtson hat die Verwendung des Terminus „Parataxon“ abgelehnt und vorgeschlagen ihn durch Sciotaxon zu ersetzen.

## Verwendung für Haustiere
Der Zoologe Colin Groves schlug vor, domestizierte Nachfahren einer Wildart als Parataxon zu fassen, um zu vermeiden, dass die Wildart selbst durch Herauslösen ihrer domestizierten Nachfahren paraphyletisch würde. Dieser Vorschlag hat sich allerdings nicht durchgesetzt.